# Habenaria williamsii
Habenaria williamsii är en orkidéart som beskrevs av Rudolf Schlechter. Habenaria williamsii ingår i släktet Habenaria och familjen orkidéer.
Artens utbredningsområde är Bolivia. Inga underarter finns listade i Catalogue of Life.